# Тумурийн Артаг
Тумурийн Артаг (монг. Төмөрийн Артаг; 10 апреля 1943 сомон Тэс, Увс, Монголия — 1993) — монгольский борец вольного стиля, бронзовый призёр Олимпийских игр, пятикратный чемпион Монголии. До настоящего времени в официальном отчёте Олимпийских игр 1968 года и в ряде других документов фигурирует как Пюрев Дагвасурен; это объясняется тем, что на играх Тумурийн Артаг выступал вместо заявленного изначально П. Дагвасурена. Пюревиин Дагвасурен (1944—2014) на играх в Мехико был запасным, а в 1972 году принял участие в Олимпийских играх, но уже по дзюдо.

## Биография
Родился в 1943 году. С детства был физически крепким, занимался в том числе национальной борьбой. В 1964 году, во время службы Т. Артага в армии, он выступал на соревнованиях по национальной борьбе среди военных, и тогда его приметил тренер по вольной борьбе.
На Олимпийских играх 1968 года выступал в соревнованиях по вольной борьбе в полусреднем весе. Несмотря на поражение в первом же круге, Тумурийн Артаг сумел пройти почти до финала, и лишь в предфинальном круге выбыл, но поскольку в турнире остались всего два борца, а среди выбывших у Артага было меньше всех штрафнх баллов, он и получил бронзовую медаль Олимпийских игр.
См. таблицу турнира.
В 1969 году был шестым на чемпионате мира. В 1970 году перешёл в средний вес, на чемпионате мира был пятым, так же как и в 1971 году.
На Олимпийских играх 1972 года выступал в соревнованиях по вольной борьбе в среднем весе, потерпев поражение в двух из четырёх встреч, из турнира выбыл.
См. таблицу турнира.
В 1973 году на чемпионате мира вновь был пятым. В 1975 году был третьим на розыгрыше Кубка мира.
После окончания спортивной карьеры — на тренерской работе.
Заслуженный мастер спорта (1990). Умер в 1993 году.